# Jijila
Jijila è un comune della Romania di 5 808 abitanti, ubicato nel distretto di Tulcea, nella regione storica della Dobrugia. 
Il comune è formato dall'unione di 2 villaggi: Garvăn e Jijila.